# Uetendorf
Uetendorf – gmina (niem. Einwohnergemeinde) w Szwajcarii, w kantonie Berno, w regionie administracyjnym Oberland, w okręgu Thun.

## Demografia
W Uetendorfie mieszka 5 830 osób. W 2020 roku 7,3% populacji gminy stanowiły osoby urodzone poza Szwajcarią.

## Współpraca
Miejscowość partnerska:
- Sušice, Czechy

## Transport
Przez teren gminy przebiega autostrada A6 oraz droga główna nr 221.